# Hello, You Beautiful Thing
Hello, You Beautiful Thing is een nummer van de Amerikaanse singer-songwriter Jason Mraz uit 2014. Het verscheen als promotiesingle van zijn vijfde studioalbum Yes!.
Het nummer flopte in Amerika, maar werd wel een bescheiden succesje in Nederland, waar het een klein radiohitje werd. Het bereikte de eerste positie in de Nederlandse Tipparade. In Vlaanderen bereikte het nummer de 25e positie in de Tipparade.